# ألبيرتو سورو
ألبيرتو سورو (بالإسبانية: Alberto Soro)‏ (مواليد 9 مارس 1999) هو لاعب كرة قدم إسباني يلعب في نادي غرناطة في مركز الوسط المهاجم.

## روابط خارجية
- ألبيرتو سورو على موقع الاتحاد الأوربي (الإنجليزية)
- ألبيرتو سورو على موقع قاعدة بيانات كرة القدم.إي يو (الإنجليزية)
- ألبيرتو سورو على موقع Soccerway.com (الإنجليزية)
- ألبيرتو سورو على موقع عالم كرة القدم.نت (الإنجليزية)